# Daewoo K1
La Daewoo K1/K1A és el fusell estàndard de l'exèrcit de Corea del Sud,la primera arma desenvolupada per l'Agència de Desenvolupament de Defensa (ADD) i produïda per S&T Daewoo, i va entrar en servei en l'exèrcit de la República de Corea del Sud en 1981. Encara que la K1 sigui considerada com una arma curta o una pistola metralladora, utilitza la munició de calibre .223 Remington. La K1 va ser desenvolupada per a substituir la pistola metralladora M3. Fora de Corea del Sud, la K1 normalment es tractada com a fusell d'assalt o Fusell Automàtic.

## Desenvolupament
En 1976, la Unitat Especial de Comandament de la República de Corea (ROKA, en anglès), va demanar una nova arma per a substituir l'antiga pistola metralladora M3. En l'any següent, ADD va dissenyar una arma variant de rifle XB, i en 1972, aquesta arma va començar a substituir les M16 que tenien amb llicència, per armes del país. Sota la demanda de la ROKA SWC, la nova arma havia de tindre un gran poder de parada, poc pes, un cost efectiu o barat i ser fàcil d'accedir a les parts internes de l'arma. Els primers prototips es van fer en 1980, i van entrar en servei en 1981, després de diverses proves de camp. Encara, els dissenys del supressor de flaix, la K1 tenia diversos problemes per a les ROKA. Les versions originals tenien un retrocés exagerat, feien molt soroll i tenien un flaix molt potent, i tenien una culata molt feble per culpa de la munició que portaven. Aquests problemes van causar grans problemes en apuntar i sobre tot en les missions nocturnes.
Aquests problemes van ser solucionats més tard, adoptant un nou supressor de flaix, el qual tenia tres forats, per limitar la velocitat de la bala i va reduir el flaix en una tercera part, això en els primers models de la K1. La producció de la K1A va començar a inicis de 1982. Totes les metralladores K1 van ser modificades i transformades en K1A.
La K1A és a vegades relacionada amb el sistema d'integració del rail de la PSV-4K.

## Diferencies
La major part del temps, la K1 va ser coneguda com la versió curta o la versió de Fusell Automàtic del fusell d'assalt Daewoo K2. Encara que els dues van tindre una mateixa història quant a el disseny, les dues eren mol diferents les unes de les altres per:
- El desenvolupament de la K1 va ser completat abans que el de la K2.[3]
- La K1 utilitzava un sistema de gas de xoc directe, mentres que la K2 utilitzava el mateix sistema de pistó de gas que la AK-47.[3]
- La K1 tenia una estriadura de 30,48mm, per a la munició de .223 Remington, i la K2 el tenia de 18,543 mm per la munició 5.56×45mm NATO (FN SS109).[3]

La versió de la K2 de Fusell Automàtic era la K2C, que va ser desenvolupada i ensenyada al públic en 2012 per S&T Motiv.

## Variants
- XK1: Prototip experimental.
- K1: Primera variant produïda en massa. Totes les K1 han sigut canviades a les K1A estàndards.
- K1A: Segona variant produïda en massa.
- MAX-1: Versió semiautomàtica de la K1A, per al mercat civil.[4]
- K1A1: Versió civil amb un canó més llarg.

## Usuaris
- Bangladesh[5]
- Corea del Sud: És la principal pistola metralladora per a les forces armades de ROK. La Daewoo K2 encara està en proves i probablement substitueixi la K1A.[6]
- Papua Nova Guinea[7]
- Senegal: Va rebre 280 fusells K1A en 2003.[8]

## Futures versions
La Daewoo K2C, és la versió millorada de la Daewoo K2, està passat les proves per les forces de comandament de nou material de Corea, I es planeja que la utilitzin en un principi del unitats especials de Corea del Sud. Es planejava que es comencés a produir al 2015.